# كوفاراس
كوفاراس (Κουβαράς) هي مدينة في إقليم أتيكا في اليونان.